# Kelsey Campbell
Kelsey Rene Campbell (ur. 5 czerwca 1985) – amerykańska zapaśniczka. Olimpijka z Londynu 2012, gdzie zajęła siedemnaste miejsce w kategorii 55 kg.
Piąta w mistrzostwach świata w 2010. Najlepsza na mistrzostwach panamerykańskich w 2011. Druga w Pucharze Świata w 2019; czwarta w 2011, 2012 i 2015; szósta w 2014 roku. Zawodniczka Arizona State University.